# Phyllotreta albionica
Phyllotreta albionica är en skalbaggsart som först beskrevs av J. L. Leconte 1857.  Phyllotreta albionica ingår i släktet Phyllotreta och familjen bladbaggar. Inga underarter finns listade i Catalogue of Life.